# Дик ван Дајк
Ричард Вејн ван Дајк (енгл. Richard Wayne Van Dyke; 13. децембар 1925) је амерички глумац, комичар, писац и продуцент са каријером дугом шест деценија. Старији је брат Џери ван Дајка, а најпознатији је по улогама у филмовима Збогом, Берди, Мери Попинс и Чити чити Бенг бенг, и телевизијским серијама Дик ван Дајк шоу, Дијагноза: Убиство.

## Филмографија
| Година | Филм                                 | Улога                  | Подаци          |
| ------ | ------------------------------------ | ---------------------- | --------------- |
| 1963   | Збогом, Берди                        | Алберт Питерсон        |                 |
| 1964   | Где да идем!                         | Едгар Хопер            |                 |
| 1964   | Мери Попинс                          | Берт/сер Дејвис сениор |                 |
| 1965   | Цртеж љубави                         | Паул Слон/Пикасо       |                 |
| 1966   | Робин Крусо                          | Робин Крусо            |                 |
| 1967   | Развод на амерички начин             | Ричард Хармон          |                 |
| 1967   | Фицвили                              | Клаудије Р. Фицвили    |                 |
| 1968   | Никад у дуелу                        | Џек Албани             |                 |
| 1969   | Само за дете орах                    | Фред Амидон            |                 |
| 1969   | Комичар                              | Били Брајт             |                 |
| 1971   | Хладна ћурка                         | Брук                   |                 |
| 1976   | Таби Туба                            | Таби Туба              | (глас)          |
| 1979   | Брзински процес                      | Отац Брајан Родер      |                 |
| 1990   | Дик Трејси                           | Д. А. Флечер           |                 |
| 2002   | Остинова моћна шипка                 |                        | (камера)        |
| 2005   | Бетмен: ново доба                    | Гордон                 | (глас)          |
| 2006   | Радознали Џорџ                       | сир. Бломбери          | (глас)          |
| 2006   | Ноћ у музеју                         | Сесил Фредерикс        |                 |
| 2009   | Ноћ у музеју 2: Битка за Смитсонијан | Сесил Фредерикс        | избрисана сцена |
| 2010   | Фури Вегенс                          | Карл Сандрес           |                 |
| 2014   | Луда ноћ у музеју: Тајна фараона     | Сесил Фредерикс        |                 |
| 2018   | Повратак Мери Попинс                 | сер Дејвис јуниор      |                 |